# Schweinberg (Hardheim)
Schweinberg ist ein Ortsteil von Hardheim im Neckar-Odenwald-Kreis.

## Geschichte
Die älteste erhaltene Erwähnung von Schweinberg stammt von 1098 als Swenenburg. Weitere Schreibweisen von Schweinberg im Laufe der Geschichte waren: Svineburc, Sweineburch, Sweineburg, Schwanberg und schließlich Schweinberg. Am 18. März 1379 verlieh König Wenzel dem Grafen Johann von Wertheim das Stadtrecht für Schweinberg und bewidmete es mit dem Stadtrecht von Gelnhausen.

## Kultur und Sehenswürdigkeiten

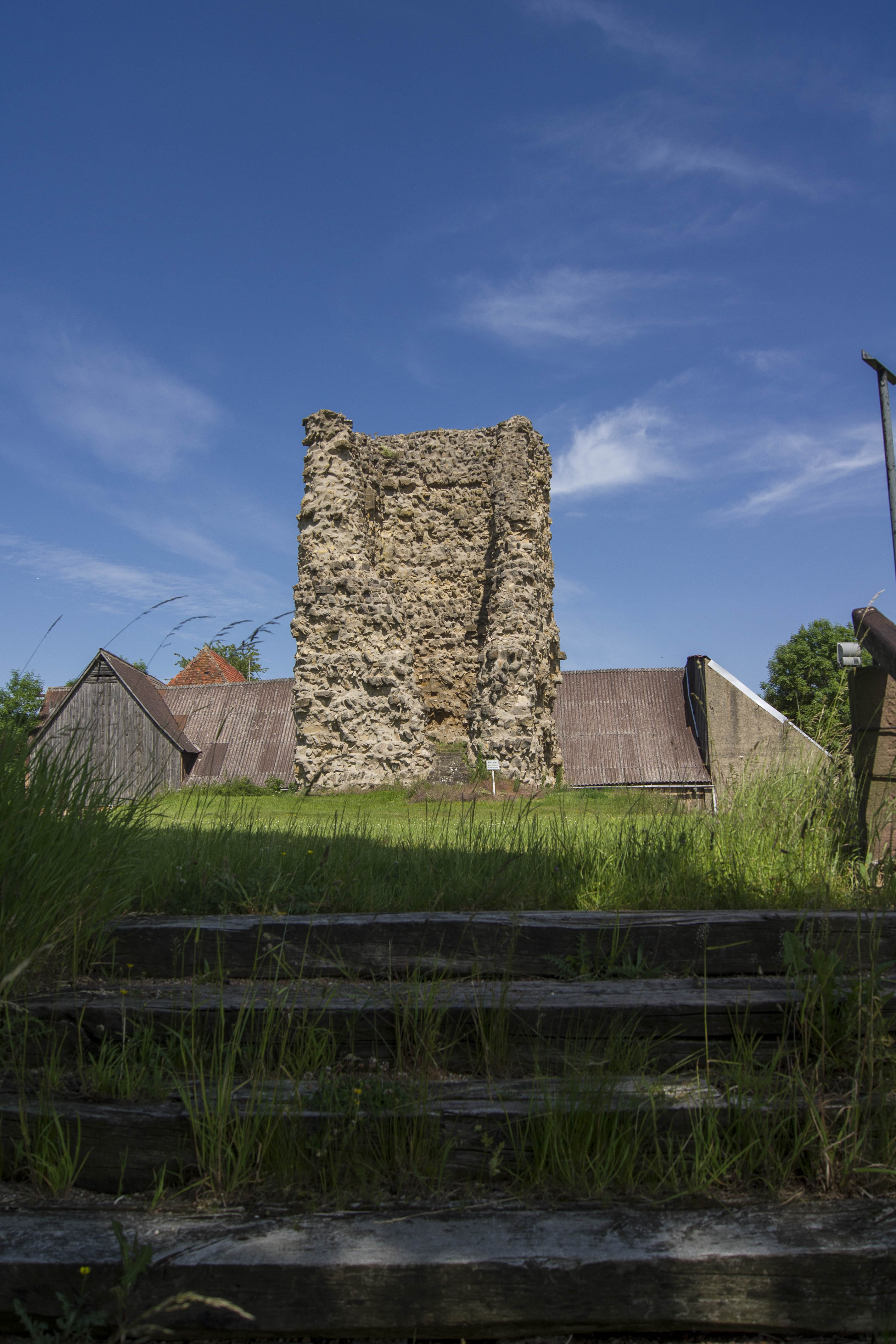
Überreste der Burg Schweinberg mit einem 15 m hohen Bergfried (2017)

Das Ortsbild von Schweinberg wird maßgeblich durch die Burg Schweinberg und die Pfarrkirche St. Andreas bestimmt. Dieses Bild zeigt sich auch, wenn man auf der Bundesstraße 27, von Hardheim kommend, fährt.

### Burg Schweinberg
Auf einem Hügel liegt die Burgruine von Schweinberg. Von der Ringmauer kann man fast das komplette Dorf überblicken und einen Blick in das Erftal werfen.

### Pfarrkirche St. Andreas
Kirchlich war Schweinberg im 15. Jahrhundert noch Filial von Königheim und wurde in dieser Zeit das erste Mal erwähnt. Die Wertheimer Grafen führten um 1530 die Reformation ein. Spätestens von da an entstand eine eigene Pfarrei. Ab 1613, endgültig im Dreißigjährigen Krieg, kam es zur Gegenreformation durch Würzburg. Die Kirche St. Andreas wurde 1729 erbaut und besitzt einen Saal ohne Turm. Die Ausstattung ist zum Teil aus dem 15. Jahrhundert. Vor der Kirche befindet sich der Kirchenplatz mit historischem Brunnen. Er wurde zentristisch zu dem Brunnen gepflastert.

### Freilandkreuzweg
Ein vierzehn Stationen umfassender Schweinberger Kreuzweg führt zur Herz-Jesu-Kapelle außerhalb des Ortes.